# Corea del Sur en los Juegos Olímpicos de Salt Lake City 2002
Corea del Sur estuvo representada en los Juegos Olímpicos de Salt Lake City 2002 por un total de 46 deportistas, 31 hombres y 15 mujeres, que compitieron en 9 deportes.
El portador de la bandera en la ceremonia de apertura fue el esquiador alpino Hur Seung-Wook.

## Medallistas
El equipo olímpico surcoreano obtuvo las siguientes medallas:
| Nombre                                                 | Deporte                              | Competición      |
| ------------------------------------------------------ | ------------------------------------ | ---------------- |
| Oro                                                    |                                      |                  |
| Ko Gi-Hyun                                             | Patinaje de velocidad en pista corta | 1500 m F         |
| Choi Min-Kyung Joo Min-Jin Park Hye-Won Choi Eun-Kyung | Patinaje de velocidad en pista corta | Relevos 3000 m F |
| Plata                                                  |                                      |                  |
| Ko Gi-Hyun                                             | Patinaje de velocidad en pista corta | 1000 m F         |
| Choi Eun-Kyung                                         | Patinaje de velocidad en pista corta | 1500 m F         |
| Bronce                                                 |                                      |                  |
| —                                                      |                                      |                  |